# София Мария Гессен-Дармштадтская
София Мария Гессен-Дармштадтская (нем. Sophie Marie von Hessen-Darmstadt; 7 мая 1661, Дармштадт — 22 августа 1712, Гота) — принцесса Гессен-Дармштадтская, в замужестве герцогиня Саксен-Эйзенбергская.

## Биография
София Мария — дочь ландграфа Людвига VI Гессен-Дармштадтского и его супруги Марии Елизаветы Шлезвиг-Гольштейн-Готторпской, дочери герцога Фридриха III Шлезвиг-Гольштейн-Готторпского.
9 февраля 1681 года в Дармштадте София Мария вышла замуж за Кристиана Саксен-Эйзенбергского, который на тот момент был уже вдовцом и отцом одной дочери. За год до этого в результате раздела владений со своими братьями он стал первым герцогом Саксен-Эйзенберга. Брак остался бездетным, и Кристиан умер, не оставив наследника. За наследование Саксен-Эйзенбергом на долгие годы разгорелся конфликт между его братьями и их потомками.
Герцогиню описывали как очень прилежную хозяйку, которая увлекалась прядением. Одеваясь в простую одежду, она сама занималась закупками шерсти в окрестностях.